# Клепиков, Николай Фёдорович
Николай Фёдорович Клепиков (1919-1943) — советский лётчик-ас, капитан Рабоче-крестьянской Красной Армии, участник Великой Отечественной войны, Герой Советского Союза (1943).

## Биография
Родился 20 мая 1919 года в деревне Грабоново (ныне — Венёвский район Тульской области). В 1922 году переехал с семьёй в Москву, где окончил семь классов школы и школу фабрично-заводского ученичества, после чего работал слесарем в ЦАГИ. Окончил аэроклуб. В 1938 году был призван на службу в Красную Армию. В 1940 году окончил Борисоглебскую военную авиационную школу лётчиков. С августа 1941 года — на фронтах Великой Отечественной войны.
К июлю 1943 года гвардии капитан Н. Ф. Клепиков был штурманом 41-го гвардейского истребительного авиаполка 8-й гвардейской истребительной авиадивизии 2-й воздушной армии Воронежского фронта. К тому времени он совершил 600 боевых вылетов, принял участие в 117 воздушных боях, сбив по данным наградного листа 8 вражеских самолётов лично и ещё 32 — в составе группы (подтверждаются из них 8 личных и 15 групповых побед).
Указом Президиума Верховного Совета СССР от 28 сентября 1943 года гвардии капитан Николай Клепиков был удостоен звания Героя Советского Союза. 
5 сентября 1943 года пропал без вести, не вернувшись с боевого задания. К этому дню совершил более 600 боевых вылетов, провёл около 120 воздушных боёв, сбил лично 10 и в составе группы не менее 15 самолётов противника.
Кроме звания Героя, был награждён орденом Ленина (28.09.1943) и тремя орденами Красного Знамени (27.07.1942, 9.09.1942, 1.02.1943).